# Georgia Williams
Georgia Williams (* 25. August 1993 in Takapuna) ist eine ehemalige neuseeländische Radsportlerin, die auf Bahn und Straße Rennen bestreitet.

## Sportliche Laufbahn
Ihren ersten großen internationalen Erfolge feierte Georgia Williams, als sie bei den Ozeanischen Radsportmeisterschaften die Goldmedaille im Einzelzeitfahren der Juniorinnen errang. Zwei Jahre später startete sie bei den kontinentalen Meisterschaften in der Mannschaftsverfolgung und gewann gemeinsam mit Rushlee Buchanan, Lauren Ellis und Jaime Nielsen den Titel. Im Jahr darauf konnte sie mit Racquel Sheath, Ellis und Nielsen diesen Erfolg wiederholen.
Bei den UCI-Bahn-Weltmeisterschaften 2016 in London belegte der neuseeländische Frauen-Vierer mit Williams Rang vier. Im selben Jahr wurde sie für die Teilnahme an den Olympischen Spielen in Rio de Janeiro nominiert, wo sie gemeinsam mit Jaime Nielsen, Racquel Sheath und Rushlee Buchanan in der Mannschaftsverfolgung ebenfalls Platz vier belegte. Bei den  Commonwealth Games 2018 errang sie Silber im Straßenrennen und wurde im selben Jahr neuseeländische Doppelmeisterin in Einzelzeitfahren und Straßenrennen. 2019, 2021 und 2022 gewann sie vier weitere nationale Titel auf der Straße. Bei den Commonwealth Games 2022 belegte sie im Einzelzeitfahren Rang drei und wurde nationale Meisterin in dieser Disziplin.
Ende 2023 beendete Georgia Williams ihre aktive Radsportlaufbahn, nachdem sie in diesem Jahr zum fünften Mal neuseeländische Zeitfahrmeisterin geworden war.

## Ehrungen
2019 wurde Georgia Williams mit einem neuseeländischen Cycling Award ausgezeichnet.

## Erfolge

### Bahn
2012
- Ozeanische Junioren-Meisterschaft – Einerverfolgung

2013
- Ozeanische Meisterin – Mannschaftsverfolgung (mit Rushlee Buchanan, Lauren Ellis und Jaime Nielsen)
- Ozeanische Meisterschaft – Einerverfolgung

2014
- Ozeanische Meisterin – Mannschaftsverfolgung (mit Racquel Sheath, Lauren Ellis und Jaime Nielsen)
- Ozeanische Meisterschaft – Punktefahren

### Straße
2009
- Ozeanische Junioren-Meisterin – Einzelzeitfahren

2011
- Ozeanische Junioren-Meisterschaft – Einzelzeitfahren

2012
- Neuseeländische Meisterin – Kriterium

2013
- Mannschaftszeitfahren Giro del Trentino Alto Adige

2018
- Commonwealth Games – Straßenrennen
- Neuseeländische Meisterin – Einzelzeitfahren, Straßenrennen

2019
- Neuseeländische Meisterin – Einzelzeitfahren

2021
- Neuseeländische Meisterin – Einzelzeitfahren, Straßenrennen

2022
- Commonwealth Games – Einzelzeitfahren
- Neuseeländische Meisterin – Einzelzeitfahren